# Coupe d'Angleterre de football 1953-1954
Navigation
Coupe d'Angleterre 1952-1953 Coupe d'Angleterre 1954-1955
La Coupe d'Angleterre de football 1953-1954 est la 73e édition de la Coupe d'Angleterre de football. 
West Bromwich Albion remporte sa quatrième Coupe d'Angleterre de football au détriment de Preston North End sur le score de 3-2, au bout d'une finale jouée dans l'enceinte du stade de Wembley à Londres.

## Quarts de finale
| #      | Équipe 1             | Résultat | Équipe 2            | Date         |
| ------ | -------------------- | -------- | ------------------- | ------------ |
| 1      | Leicester City       | 1–1      | Preston North End   | 13 mars 1954 |
| 2      | Sheffield Wednesday  | 1–1      | Bolton Wanderers    | 13 mars 1954 |
| 3      | Leyton Orient        | 0–1      | Port Vale           | 13 mars 1954 |
| 4      | West Bromwich Albion | 3–0      | Tottenham Hotspur   | 13 mars 1954 |
| Replay | Preston North End    | 2–2      | Leicester City      | 17 mars 1954 |
| Replay | Bolton Wanderers     | 0–2      | Sheffield Wednesday | 17 mars 1954 |
| Replay | Leicester City       | 1–3      | Preston North End   | 22 mars 1954 |

## Demi-finales
| 27 mars 1954 | West Bromwich Albion | 2–1 | Port Vale | Villa Park, Birmingham |
| 15:00        |                      |     |           |                        |

| 27 mars 1954 | Preston North End | 4–3 | Sheffield Wednesday | Maine Road, Manchester |
| 15:00        |                   |     |                     |                        |

## Finale
| 1 mai 1954 | West Bromwich Albion | 3 – 2 | Preston North End | Stade de Wembley, Londres |
|            |                      |       |                   | Spectateurs : 100 000     |
|            | Rapport              |       |                   |                           |

- West Bromwich Albion remporte sa quatrième Coupe d'Angleterre[1].